# الفبای آلبانیای قفقاز
الفبای آلبانیای قفقاز یا الفبایی برای گارگیان‌ها، الفبایی مورد استفاده مردم آلبانیای قفقاز سرزمینی باستانی در بخش‌هایی از داغستان و جمهوری آذربایجان امروزی بود. این الفبا در کنار الفبای گرجی تنها الفباهایی هستند که توسط گویشوران زبان‌های قفقازی توسعه داده‌شده. زبان ارمنی سومین زبان بومی قفقاز است که الفبای خاص خود را دارد اما این زبان از خانواده زبان‌های هند و اروپایی است.